# Campeonato Catarinense de Futebol Feminino de 2007
O Campeonato Catarinense de Futebol Feminino de 2007 foi a 1ª edição do principal torneio catarinense entre clubes na categoria feminina, e contou com a participação de 5 clubes.

## Equipes Participantes
| Equipe    | Município        | Estádio          |
| --------- | ---------------- | ---------------- |
| Atlético  | Pomerode         | Arthur Kraemer   |
| Olympya   | Jaraguá do Sul   | João Marcatto    |
| Porath    | Pomerode         | Leopoldo Krueger |
| São Bento | São Bento do Sul | SER São Bento    |
| Scorpions | São José         | Ernei Sthelin    |

## Fórmula de Disputa
O campeonato será disputado em 2 fases que são a fase inicial e final. Não terá bonificação de pontuação em qualquer fase do campeonato.

Na 1ª fase, as equipes jogaram todas entre si, em ida e volta, com contagem corrida de pontos ganhos, classificando-se para as finais, as duas primeiras colocadas.

A fase final será disputada pelas duas equipes melhores colocadas na 1ª Fase, que jogarão entre si, dois jogos de ida e volta, sendo mandante do jogo de volta (segunda partida) a equipe que obtiver o maior número de pontos ganhos 1ª fase, cuja vencedora será considerada a campeã da competição.

## Critérios de Desempate
- maior número de vitórias;
- maior saldo de gols;
- maior número de gols pró;
- confronto direto, somente no caso de empate entre 2 (duas) associações;
- sorteio público.

## Classificação 1ª fase
| 1 | Olympya   | 19 | 8 | 6 | 1 | 1 | 33 | 10 | +23 |
| 2 | Scorpions | 18 | 8 | 6 | 0 | 2 | 33 | 8  | +25 |
| 3 | Atlético  | 14 | 8 | 4 | 2 | 2 | 34 | 17 | +17 |
| 4 | São Bento | 4  | 8 | 1 | 1 | 6 | 7  | 49 | -42 |
| 5 | Porath    | 3  | 8 | 1 | 0 | 7 | 13 | 37 | -24 |
| PG - pontos ganhos; J - jogos; V - vitórias; E - empates; D - derrotas; GP - gols pró; GC - gols contra; SG - saldo de gols |           |    |   |   |   |   |    |    |     |

|  |                                                                                        |
|  | Classificados para a fase final do Campeonato Catarinense de Futebol Feminino de 2007. |

## Confrontos
Para ler a tabela, a linha horizontal representa os jogos da equipe como mandante. A coluna vertical indica os jogos da equipe como visitante..

### 1ª fase
|           | ATL | OLY | POR | SCO  | SAO  |
| --------- | --- | --- | --- | ---- | ---- |
| Atlético  | —   | 4x4 | 3x1 | 2x3  | 14x0 |
| Olympya   | 3x1 | —   | 6x3 | 1x0  | 6x0  |
| Porath    | 3x5 | 0x6 | —   | 1x11 | 3x2  |
| Scorpions | 0x2 | 2x0 | 3x2 | —    | 9x0  |
| São Bento | 3x3 | 0x7 | 2x1 | 0x5  | —    |

- Jogos do Turno
- Jogos Do Returno

## Primeiro jogo
| 9 de dezembro | Scorpions | 1 – 0  | Olympya | Estádio Ernei Sthelin, São José |
|               | Vanessa   | Report |         |                                 |

## Segundo jogo
| 16 de dezembro | Olympya        | 2 (0) – (0) 1 PRO. | Scorpions | Estádio João Marcatto, Jaraguá do Sul |
|                | Carmem · Leila | Report             | Júlia     |                                       |

| 1 | Olympya   | 3 | 2 | 1 | 0 | 1 | 0 |
| 2 | Scorpions | 3 | 2 | 1 | 0 | 1 | 0 |
| PG - pontos ganhos; J - jogos; V - vitórias; E - empates; D - derrotas; GP - gols pró; GC - gols contra; SG - saldo de gols; PRO - Gols na Prorrogação |           |   |   |   |   |   |   |

|  |                                                 |
|  | Campeão Catarinense de Futebol Feminino de 2007 |

| 1° primeira fase | 2° primeira fase | Jogo 1 | Jogo 2 | Prorrogação |
| ---------------- | ---------------- | ------ | ------ | ----------- |
| Olympya          | Scorpions        | 0-1    | 2-1    | 0-0         |

 Itálico Campeão Catarinense de Futebol Feminino de 2007

## Campeão Geral
| Campeonato Catarinense de Futebol Feminino de 2008 |
| -------------------------------------------------- |
| Olympya 1º Título                                  |